# Parc du Grand-Blottereau
Le parc du Grand-Blottereau est un parc de Nantes.

## Situation et accès
Il est situé dans le quartier Doulon - Bottière, à l'est de la commune. 

## Origine du nom
Il porte le nom de l'ancienne seigneurie du « Grand-Blottereau ».

## Historique

### Le domaine épiscopal
Depuis les invasions barbares au VIe siècle, la paroisse de Doulon dont fait partie le Grand-Blottereau, devient un domaine épiscopal, dont Harscoët Ier de Saint-Pierre, seigneur de Retz, s'appropriera une bonne part durant le XIe siècle. Il faudra la menace d'une excommunication, à la suite des décisions du concile de Rome en 1049, pour que Harscouët rétrocède Doulon aux évêques en 1104 (elle sera l'une des rares paroisses à être rendues à l'évêché nantais) et restera leur propriété jusqu'à la Révolution.
Mais les évêques, incapables de gérer leurs biens, cèdent leurs domaines à des familles aisées, sous la pression du duc de Bretagne. Des seigneuries se créent alors, comme celles du « Grand-Blottereau » et du « Petit-Blottereau » (qui se trouvait à proximité, au sud-ouest du parc, au bout de l'avenue du Petit-Blottereau). Elles s'étendent jusque sur la prairie de Mauves.
On sait que, durant la seconde moitié du XIe siècle, Constance de Normandie, duchesse de Bretagne possédait le manoir du Petit-Blottereau, puisque selon la légende, elle aurait été à l'origine de la fondation d'une chapelle, dédiée à la Vierge Marie et baptisée « Notre-Dame de Toutes-Aides », pour accomplir le vœu fait lors d'une prière exaucée. La petite chapelle, reconstruite vers 1610, laissa la place à une nouvelle église édifiée à la fin du XIXe siècle

### La seigneurie du Grand-Blottereau
En 1405, la seigneurie est la propriété de Robert de Sesmaisons, puis  passe de 1428 à 1443, à Guillaume Baborin. Elle est anoblie en 1453 en faveur de Pierre Raboceau, secrétaire du duc de Bretagne. Elle devient ensuite la propriété de Pierre de Montigné en 1505, Jean du Ponceau (prévôt de Nantes) en 1560, Bertrand puis Guy Glé et Jeanne de Bouillé, seigneur et dame de La Costardaye en 1602.
En 1635, à Christophe Juchault de Lamoricière (ou Juchaud), président de la Chambre des comptes de Bretagne. En 1741, Louis Christophe Juchault la revend pour 90 000 livres (1,6 million d'euros actuels) au richissime armateur négrier Gabriel Michel, directeur de la Compagnie des Indes.

### Le château

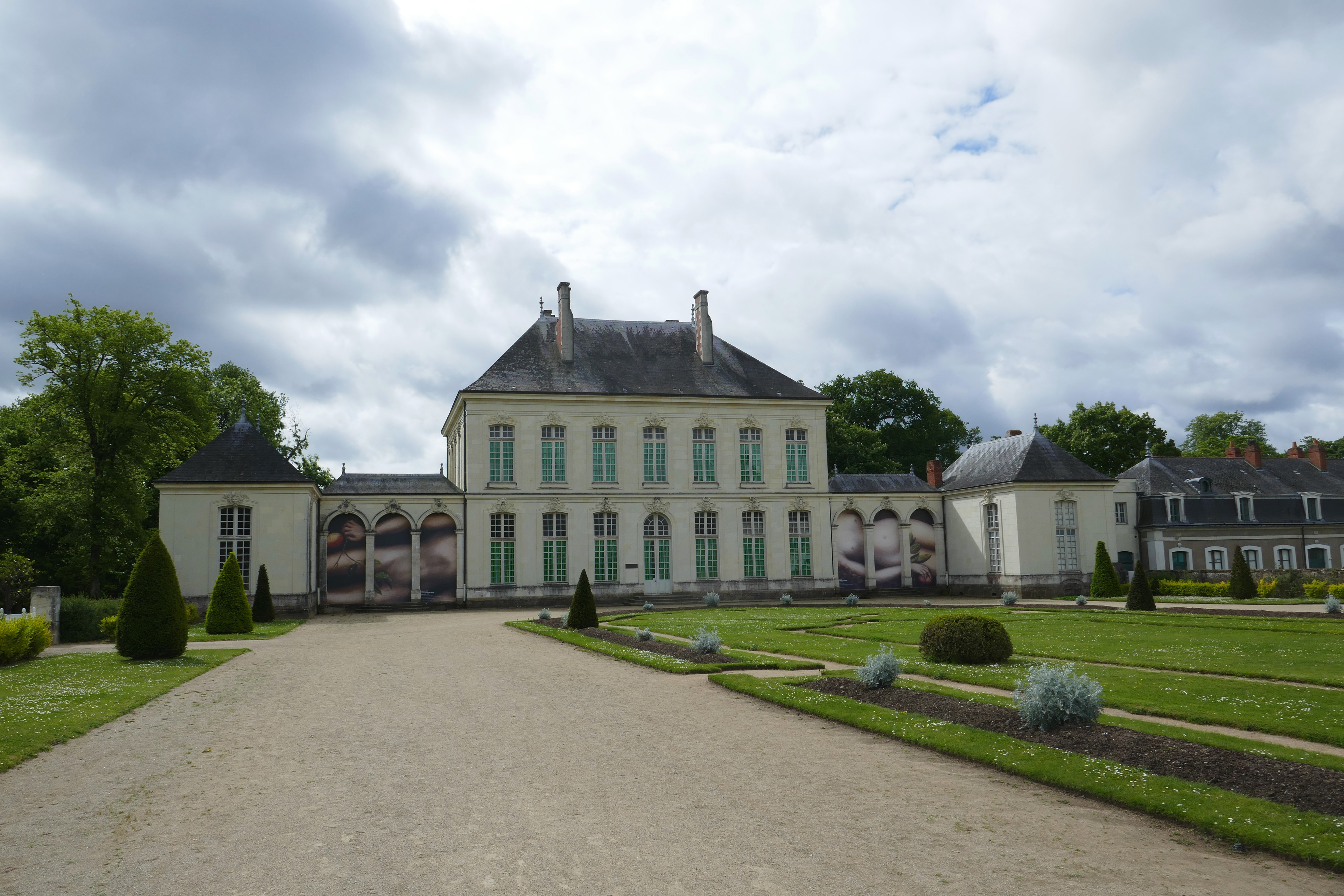
Le château du Grand-Blottereau.

Entre 1742 et 1747, celui-ci fait construire un château, dont l'auteur des plans nous est inconnu, mais furent très probablement attribués à tort à l'architecte parisien Jean-Baptiste Ceineray, qui était néanmoins trop jeune pour conduire un tel projet puisqu'il n'était âgé de seulement à peine 20 ans au début des travaux. Les noms de Jacques V Gabriel et de Germain Boffrand sont également évoqués.
En 1762, le domaine est revendu 160 000 livres à Guillaume Seigne, négociant, dont la famille est aussi présente dans les forges du pays de Châteaubriant. Seigne fera construire, probablement peu après son acquisition, les vastes communs qui se trouve à l'ouest du château.
En 1823, à la suite de successions, il appartient à Catherine Budan, épouse de Jean Augustin-Joseph Sioc'han de Kersabiec, maire de Doulon sous l'Empire, qui vend le château et le parc attenant à Louis-George Law de Lauriston (1773-1834) pour 110 000 francs.
En 1835, Thomas Dobrée achète le domaine qu'il offre un an plus tard à celle qui est devenue son épouse Jane Wilhelmine Walsh.
En 1851, l'inauguration de la ligne ferroviaire venant de Paris marquant la limite sud du parc, isole celui-ci de la prairie de Mauves et prive le château de sa vue imprenable sur la Loire.
En 1895, Thomas Dobrée meurt sans héritier, et fait de son ami Hippolyte Durand-Gasselin (1839-1929, industriel et banquier, fils de l'architecte homonyme, 1806-1888) son légataire. En 1902, M. Meunier directeur de l'École supérieure de commerce de Nantes, en accord avec la ville, et selon le souhait d'Hippolyte Durand-Gasselin, fait construire une serre tropicale placée sous la responsabilité de la chaire d'agronomie coloniale de l'école. En 1905, Durand-Gasselin fait don du château et de son parc à la ville de Nantes, moyennant l'obligation d'y créer un jardin exotique et un musée colonial.

### Le domaine municipal
Durant la Première Guerre mondiale, une partie des terres du domaine est utilisée par la mairie pour remédier à la pénurie de nourriture. Des parcelles sont plantées de pommes de terre. Cette opération, effectuée également au parc de Procé, est réussie grâce à l'emploi de la main d'œuvre des prisonniers de guerre allemands. La récolte atteint les 137 tonnes. En 1917, l'armée américaine y installe un hôpital militaire..
En 1927, la ville y crée une nursery florale, le « fleuriste municipal ».
Durant l'entre-deux-guerres, les baraquements laissés vacants par les américains sont occupés par des familles nécessiteuses.
Au début de la Seconde Guerre mondiale, le Grand-Blottereau héberge deux compagnies britanniques (une anglaise, une écossaise). Pendant l'occupation, les Allemands construisent un blockhaus à proximité du château.
À la Libération, des baraquements abritent des sinistrés des bombardements de Nantes, puis par la suite les rapatriés d'Algérie dès 1962. Quant au château, il abritera de 1945 à 1961, une « maison de l'Enfance » gérée par une association créée pour venir en aide aux enfants orphelins, dont les parents ont été fusillés, massacrés ou sont morts en déportation.
En 1952, la pépinière municipale de Nantes situé jusqu'ici dans le parc de Procé est transférée dans la partie sud-est du parc du Grand-Blottereau sur une superficie de 9 hectares.
En 1957, est construit un gymnase près de l'entrée principale du parc, pour la « Société de Gymnastique et des Sports Athlétiques » de Doulon appelée communément « la Doulonnaise ». Cet équipement portera dès 1968 le nom de « Gymnase Raphaël Lebel » en mémoire du fondateur de la société en 1905.
C'est également en 1957, que le centre d'apprentissage horticole créé en 1933 et dispensant jusqu'ici ses cours au jardin des plantes est transféré dans les locaux de l'ancienne laiterie située dans les communs du château.
À la fin des années 1960, les collections du musée colonial sont transférées au musée du château des ducs de Bretagne. L'arrêté du 4 octobre 1966 classe le château comme monument historique.
En 1970, les serres tropicales sont reprises par la municipalité lors de la fermeture de la section agronomie de l'École de commerce.
En 1971, le centre d'apprentissage horticole devient un lycée privée horticole dirigé par le directeur du Service des Espaces Verts et de l'Environnement (SEVE) de la ville de Nantes. L'établissement qui dispense ses cours dans de nouveaux locaux depuis 2004 (situés à proximité des communs), fusionna en septembre 2014 avec le lycée Jules-Rieffel de Saint-Herblain accueille 230 élèves,.
Durant les années 1970, les baraquements furent détruits et les 80 familles qui les occupaient furent relogées dans les nouvelles cités HLM construites à l'époque. Ces démolitions permirent un agrandissement notable du parc qui atteignit alors sa taille actuelle.

## Le domaine de nos jours

### Le SEVE
Le parc accueille le « Service des Espaces Verts et de l'Environnement » (SEVE) de la ville de Nantes comportant :
- 2 840 m2 de serres, 1 488 m2 de tunnels, 156 m2 de tunnels non chauffés, 650 m2 de bâches et 1 488 m2 de coffres avec chassis, le tout sur un terrain de 3 hectares au nord-ouest du parc[20],
- des pépinières de 9 hectares au sud-est.

### Le lycée horticole
Il abrite également le lycée horticole Le Grand Blottereau, élément constitutif, avec le lycée et CFA Jules Rieffel, du pôle vert d'enseignement de la métropole nantaise. Le lycée horticole reçoit des collégiens en 3e agricole, et forme en productions horticoles et aménagement paysager (sauf BTS) des CAP, des baccalauréat professionnels et des BTS. Il reçoit aussi des classes d'éveil et des adultes en formation.

### Le parc
Le parc proprement dit s'étend sur 19 ha dans le cadre d'un domaine municipal de 37,5 ha, ce qui en fait le plus grand parc de la ville.
Le site est aménagé depuis plusieurs années selon un motif exotique, en lien avec la présence de serres tropicales. Il devrait accueillir à terme différents milieux des cinq continents. On peut y voir actuellement :
- le jardin à la française (devant le château) ;
- la rocaille méditerranéenne ;
- le bayou américain ;
- la bananeraie ;
- le jardin coréen (colline de Suncheon) ;
- le jardin au naturel, dont s'occupent les élèves du lycée horticole.
- le jardin de l'amitié franco-allemande avec ses sculptures en acier corten.

### Les installations sportives
Outre le Gymnase Raphaël-Lebel, le parc comporte aujourd'hui deux terrains de football, un terrain de rugby, un terrain de cricket, cinq courts de tennis, une salle omnisports (gymnase Raphaël-Lebel), un terrain de pétanque, deux terrains de basket-ball et un terrain de handball.

## Images

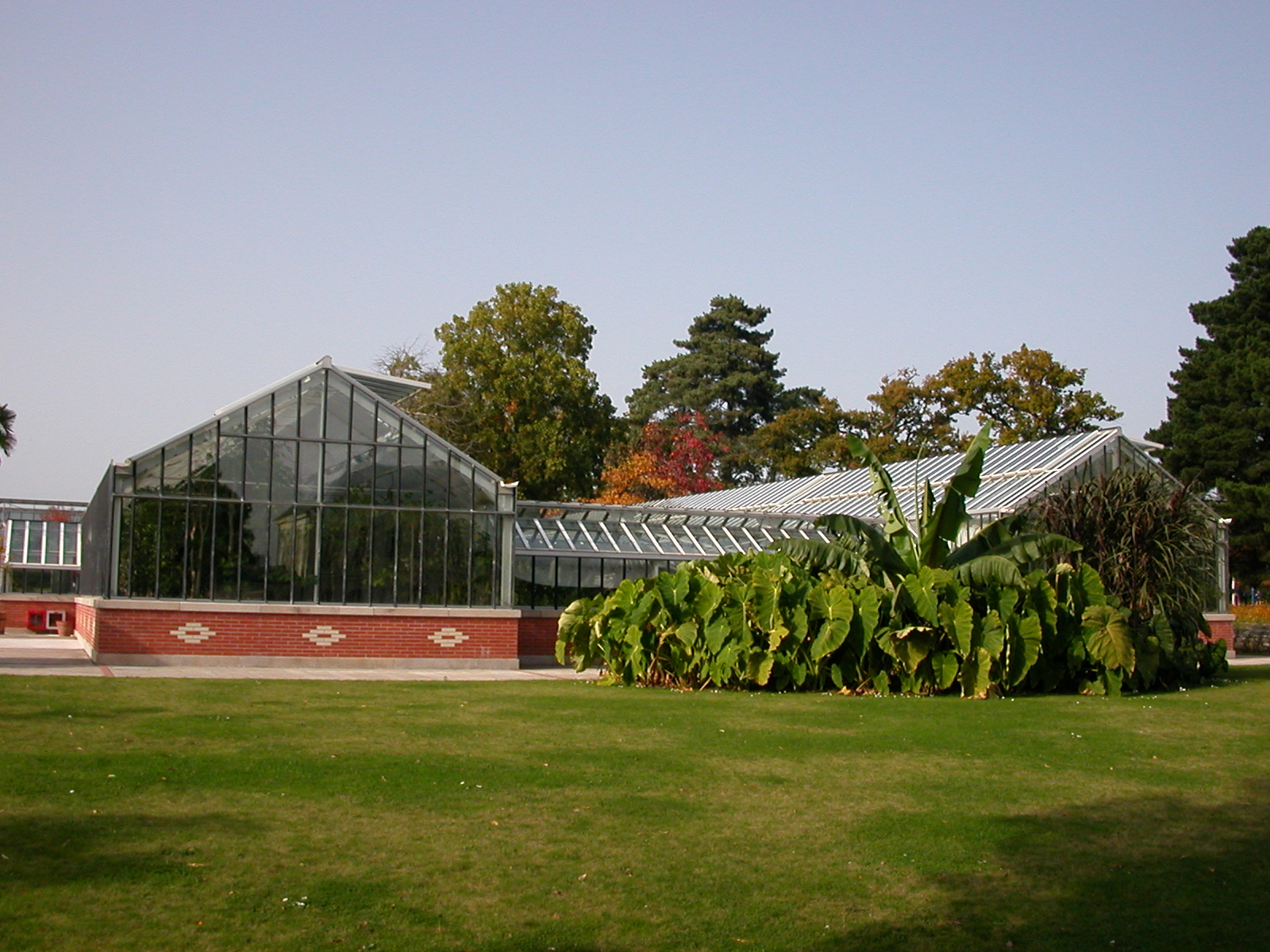
Serres tropicales
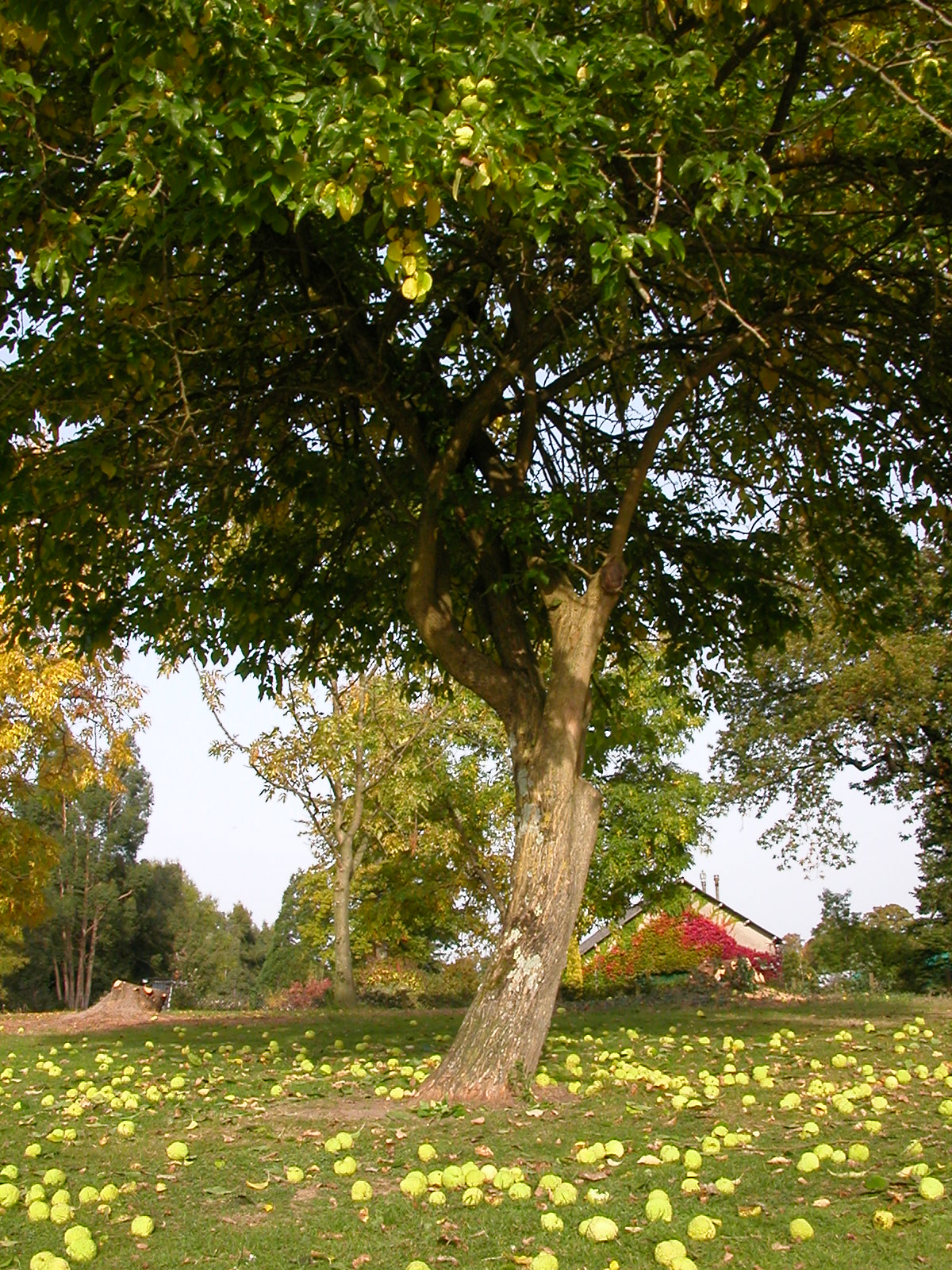
Un oranger des Osages dans le parc
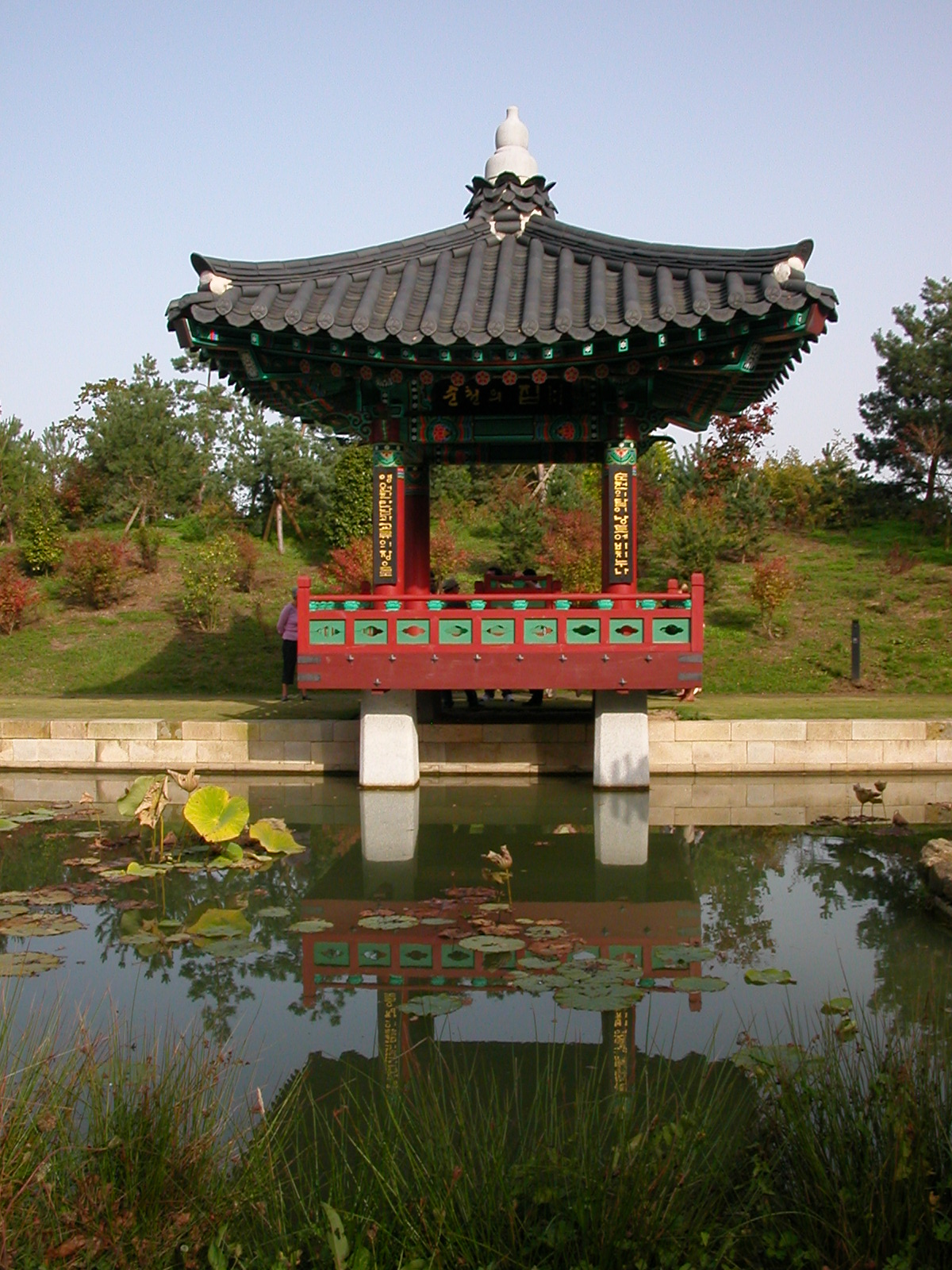
Le pavillon coréen de la « Colline de Suncheon »
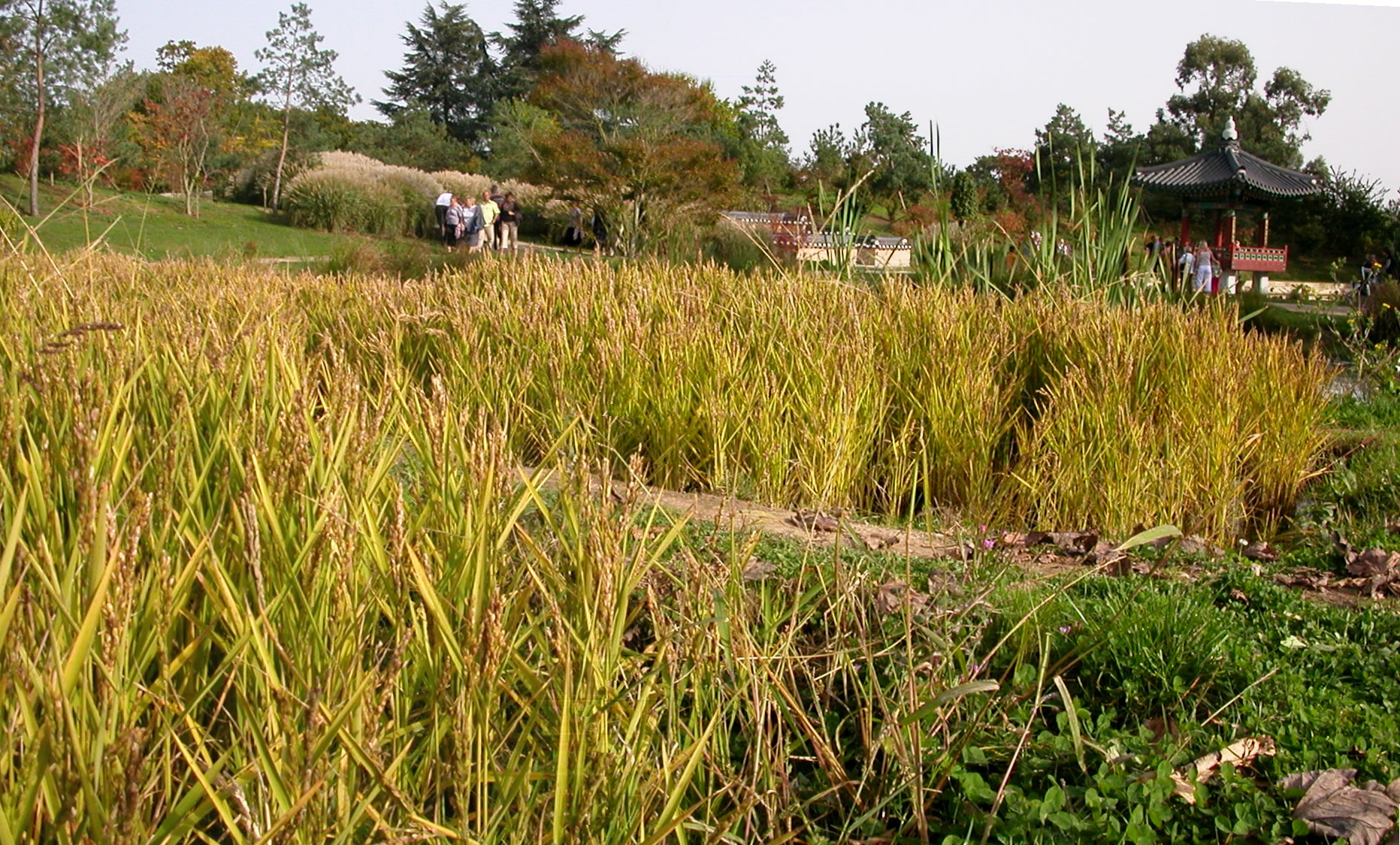
La « Colline de Suncheon » : la rizière
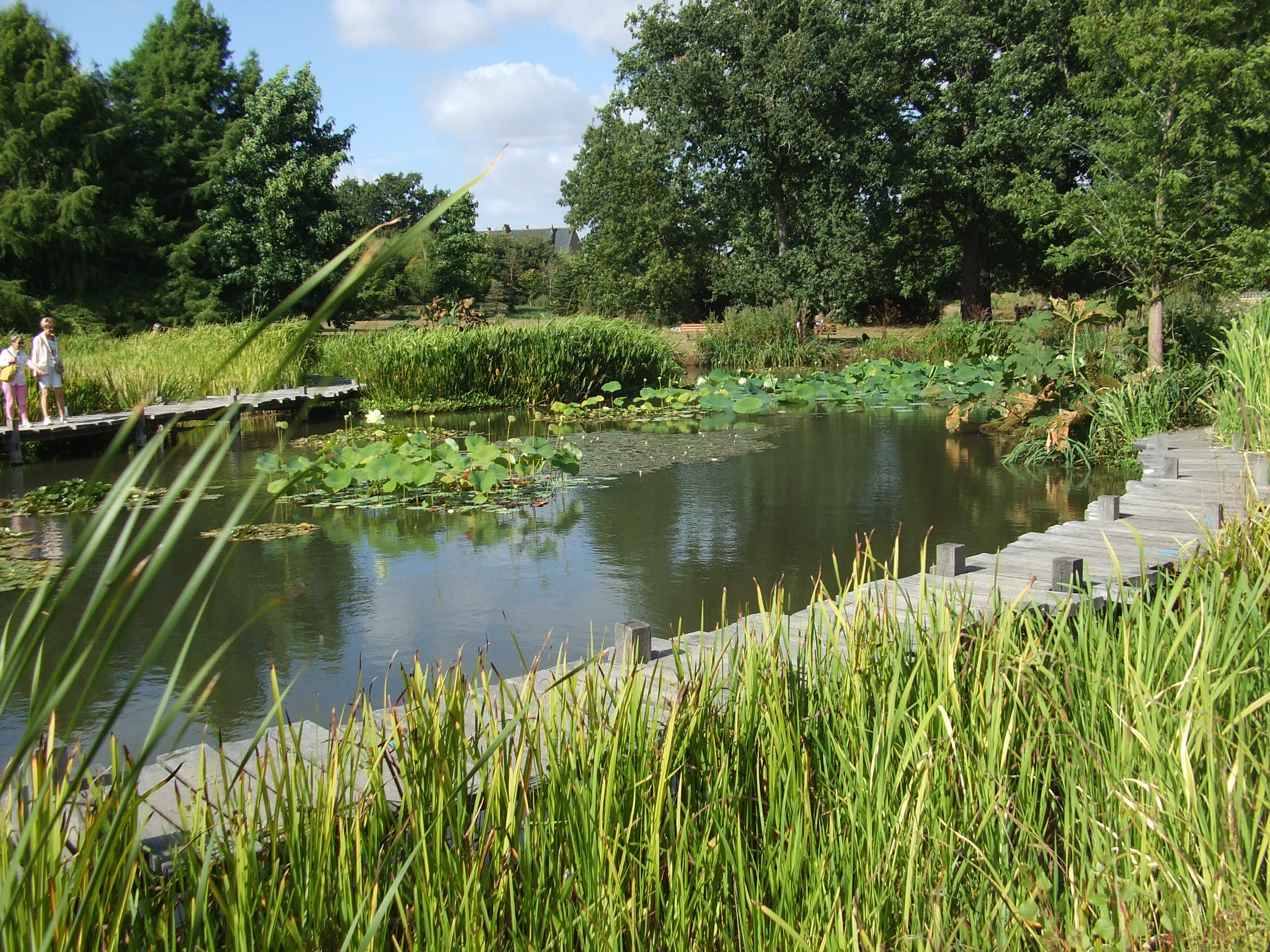
Le bayou américain